# 1-я горнострелковая дивизия (Италия)
1-я горнострелковая дивизия «Суперга» (итал. 1ª Divisione fanteria da montanga «Superga») — подразделение горных стрелков Королевской итальянской армии, существовавшее с 1939 по 1943 годы и участвовавшее в боях Второй мировой войны на французском и африканском фронтах.

## История
Образована в 1939 году. 10 июня 1940 года, после объявления Италией войны Франции и Великобритании 1-я дивизия была передана 4-й армии и отправилась на французский фронт, где завязала бои за Западные Альпы (особенно жёсткие они были 21 и 22 июня). В день капитуляции Франции дивизия взяла гору Аржентье и дошла до озера Батталье. До 1941 года продолжала службу во Франции, но затем вернулась на родину с целью переброски на Мальту.
В марте 1942 года штаб-квартира дивизии была перенесена в Аволу (провинция Сиракуза), хотя большая часть личного состава осталась в Кампании. С мая по октябрь дивизия располагалась между Формией и Гаэтой, а в ноябре перебралась в Тунис, высадившись 11 ноября в Бизерте. 20 ноября того же года итальянцы начали оборону Анфидавилля, однако под давлением противников отошли к Сузам и Сфаксу 1 декабря, а 26 декабря уже были на юге Туниса.
12 мая 1943 года после разгрома при Кассерине сдалась британцам.

## Структура
- 91-й пехотный полк «Базиликата»
- 92-й пехотный полк «Базиликата»
- 5-й артиллерийский полк «Суперга»
  - 2-й батальон орудий 75/18
  - 2-й моторизованный батальон орудий 100/17
- 1-й батальон миномётов 81 мм
- 1-й мобильный батальон
- 1-й противотанковый батальон орудий 47/32
- 1-й батальон зенитной артиллерии
  - 21-я батарея орудий 20 мм
  - 34-я батарея орудий 20 мм
  - 301-я батарея орудий 20 мм
- 101-й инженерный батальон
  - 14-я инженерная рота
  - 1-я рота телеграфистов и радистов
- 1-й отряд фотоэлектриков
- 1-й санитарный отряд
- 1-й отряд продовольственного снабжения
- 1-й автомобильный отряд
- 1-й отряд карабинеров
- 2-й отряд карабинеров
- 80-е почтовое отделение